# Belgische Gouden Schoen 1956
De verkiezing van de Belgische Gouden Schoen 1956 werd in 1957 gehouden. Victor "Vic" Mees won de trofee voor de eerste keer. Hij was de eerste speler van Antwerp FC die de prijs in de wacht sleepte.

## De prijsuitreiking
Victor Mees had al twee jaar op rij naast de Gouden Schoen gegrepen. Na een vierde en een tweede plaats leek het in 1957 niet meer dan logisch dat de prijs naar de middenvelder van Antwerp ging. Mees won overtuigend en evenaarde bijna de recordscore waarmee Rik Coppens in 1955 had gewonnen.

## Top 5
| Nr. | Land            | Naam                 | Club(s)                  | Punten |
| --- | --------------- | -------------------- | ------------------------ | ------ |
| 1.  | Vlag van België | Victor Mees          | Antwerp FC               | 195    |
| 2.  | Vlag van België | Denis Houf           | Standard Luik            | 107    |
| 3.  | Vlag van België | Robert Van Kerkhoven | Daring Club de Bruxelles | 30     |
| 4.  | Vlag van België | Henri Diricx         | Union Sint-Gillis        | 16     |
| 5.  | Vlag van België | Alfons Dresen        | Lierse SK                | 13     |
| "   | Vlag van België | Richard Orlans       | AA Gent                  | 13     |

1954 · 
1955 · 
1956 · 
1957 · 
1958 · 
1959 · 
1960 · 
1961 · 
1962 · 
1963 · 
1964 · 
1965 · 
1966 · 
1967 · 
1968 · 
1969 · 
1970 · 
1971 · 
1972 · 
1973 · 
1974 · 
1975 · 
1976 · 
1977 · 
1978 · 
1979 · 
1980 · 
1981 · 
1982 · 
1983 · 
1984 · 
1985 · 
1986 · 
1987 · 
1988 · 
1989 · 
1990 · 
1991 · 
1992 · 
1993 · 
1994 · 
1995 · 
1996 · 
1997 · 
1998 · 
1999 · 
2000 · 
2001 · 
2002 · 
2003 · 
2004 · 
2005 · 
2006 · 
2007 · 
2008 · 
2009 · 
2010 · 
2011 · 
2012 · 
2013 · 
2014 · 
2015 · 
2016 · 
2017 ·
2018 ·
2019 ·
2020 ·
2022 ·
2023 ·
2024